# Grimalditeuthis bonplandi
Grimalditeuthis bonplandi är en bläckfiskart som först beskrevs av Verany 1839.  Grimalditeuthis bonplandi ingår i släktet Grimalditeuthis och familjen Chiroteuthidae. Inga underarter finns listade i Catalogue of Life.

## Bildgalleri

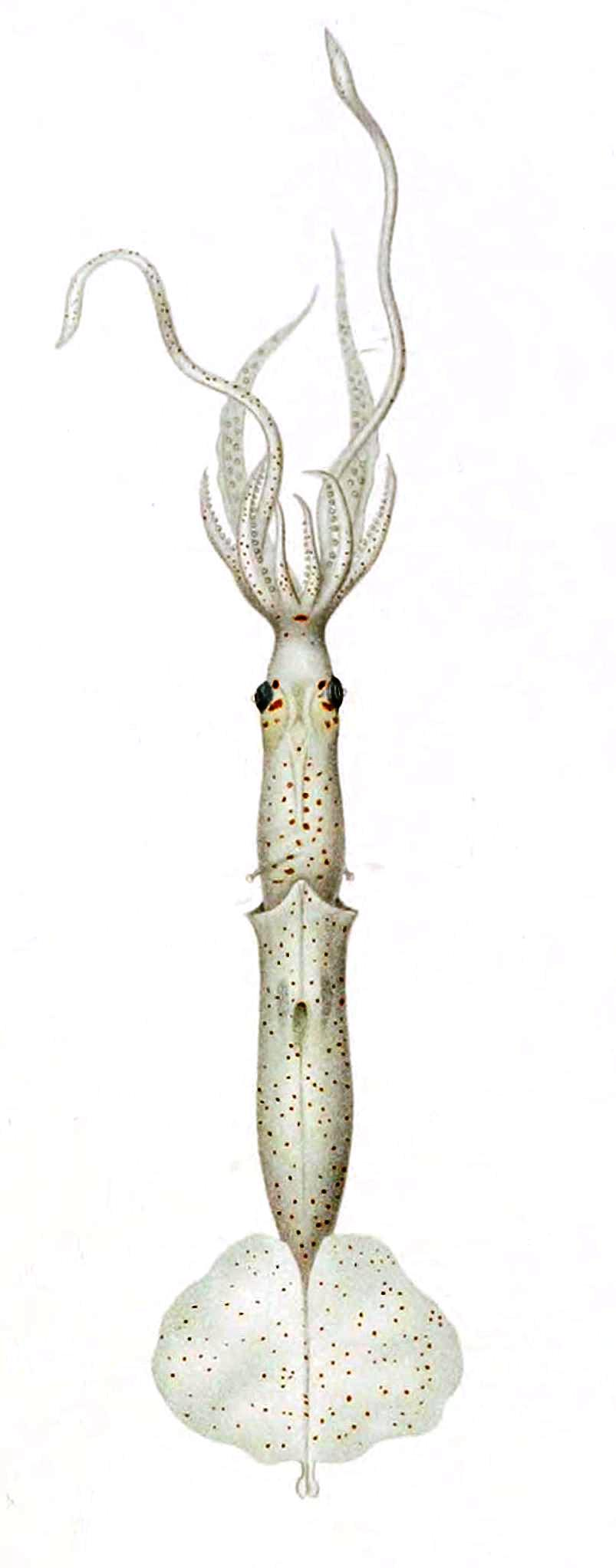